# エル・ポポラッチがゆく!!
『エル・ポポラッチがゆく!!』は、NHKが総合テレビ・教育テレビ・BS2・海外向けのNHKワールドプレミアムで放送された1分間のテレビドラマ。略してエルポポとも呼ばれる。
鶴をモチーフにした謎の覆面レスラー「エル・ポポラッチ」と、彼を取り巻く人々との交流を描く、各話完結の1分ドラマ。広報枠で放送されるため新聞の番組表などに掲載されず、「幻の番組」として話題になった。

## 概要
「NHKの一連の不祥事のイメージを払拭し、新しいことに挑戦する姿勢を表現しよう」とNHKの若手職員が企画したプロジェクト。「殻を破れ」をテーマに、ワンミニッツドラマとして総合・教育・BS2で放送された。
番組開始当初は放映日時があらかじめ発表されておらず、深夜帯でゲリラ的に放送しているため、このドラマを全バージョン観るためには深夜帯にNHKを見続けるか録画しなければならなかった。そのため視聴者層も限定され「偶然観た」とか「広報なのかドラマなのか、わからなかった」という反応がほとんどであった。しかし「幻の番組」「謎の番組」としてブログなどで次第に話題になり、人気の高まりを受けて放映時刻を公式ホームページで予告するようになった。ただしあくまで広報枠であるために、他の番組の放送時間が延長されたり、臨時ニュースが入ったりした場合には放送されなかった。
放送期間は2006年3月27日から4月末までの予定であったが、反響が大きかったため同月下旬には5本分をまとめた「プレミアムヴァージョン」を放送、再放送も頻繁に行われるようになった。2006年7月末以降に第2弾を放送すると発表し、それぞれをSeason1、Season2、Season3と呼称するようになる。いずれも放送日時は不定となっていた。
2007年5月2日、メイキングや未放送分も収録したDVDが発売された。
2007年6月16日未明には京都府内限定で『全部見せます!エルポポラッチ』という25分の特別番組が放送された。南海キャンディーズの司会で、これまで放送された全話と受信料の告知が放送された。ちなみにこの日の新聞の番組表には「京都別」とだけ表記された。
ポポラッチの演者はクレジット上では非公表となっているが、ポポラッチが雑誌インタビュー（「オトナファミ 2007 SUMMER」）において、『下北サンデーズ』（古田新太がレギュラー出演）撮影中、監督の堤幸彦から「お前に似た奴がNHKの深夜に出ている」と言われたと発言しているなど公然の秘密であった。
2009年6月2日と9日（2日と9日は「ワンセグランチボックス」枠内で放送）及び12日には教育テレビのワンセグ独自番組ワンセグ2で5話連続の5分番組として放送された。
2008年以降新作は制作されておらず、2010年には公式サイトが削除された。 Season-1、2のプレミアムバージョンはNHKオンデマンドにて配信されている。

## 各話サブタイトル
- Season-1（タイトルコールがマスクの横顔）2006年3月～
  - 01 ある橋にて
  - 02 リングにて命名式
  - 03 ある米屋にて
  - 04 街角にて
  - 05 小料理屋にて
  - 06 土手の上で

- Season-2（タイトルコールが西部劇風）2006年7月～
  - 07 兵頭ジムにて
  - 08 夏祭りの後で
  - 09 ラーメン屋さんにて
  - 10 この街の秘密
  - 11 リングサイドにて

5分プレミアムバージョンは Season-1は01-05、Season-2は07-11をまとめたもので、1分バージョンでタイトルが表示されているところには状況説明の一文、それぞれの終わりにはNHKのロゴマークが表示されている。
- Season-3（タイトルコールがポポラッチの顔アップ）2007年1月～
  - 12 ペットショップにて
  - 13 ラーメン屋さんにて
  - 14 ケーキ屋さんにて
  - 15 小料理屋にて
  - 16 電気屋さんにて
  - 17 634の屋台にて
  - 18 バーガー屋さんにて

## キャスト
Season-1より登場
- エル・ポポラッチ： 古田新太(クレジット上は非公表)
- 礼子： 鈴木京香
- 兵藤大： 鹿賀丈史
- KEN隼： 的場浩司
- 美咲： しずちゃん（南海キャンディーズ）
- 米屋のミッキー： 温水洋一
- 米屋のよしこ： 町田マリー
- 電気屋さん こうた： 小栗旬
- バーガー屋さん 雪： 中越典子

Season-2より登場
- ラーメン屋台634の店主：武蔵
- 謎の少女：堀北真希

Season-3より登場
- ケーキ屋さんの店主: 小日向文世
- ケーキ屋さんの従業員: 長州小力
- ゴロさん: 保積ぺぺ
- マジック牧: マギー司郎

## スタッフ
- 脚本： 大宮エリー
- 音楽： おかもとだいすけ
- イメージソング： 「キミノマニア」（作詞・作曲・歌：及川光博）…エルポポシリーズの熱烈なファンで、自ら楽曲を提供。

## 関連商品
- DVD 「エル・ポポラッチがゆく!!」（ASIN: B000MV8U8G）